# Мідлсбро (футбольний клуб)
«Мі́длсбро» (англ. Middlesbrough Football Club) — професіональний англійський футбольний клуб з міста Мідлсбро, графство Північний Йоркшир. Виступає в англійському Чемпіонаті Футбольної ліги.

## Історія

### 1876—1900
У 1876 році гравцям в крикет з міста Мідлсбро прийшла ідея заснувати футбольний клуб, щоб підтримувати спортивну форму в осінньо-зимовий період. Лише в 1889 році команда набула статусу професійного клубу, встигнувши до цього часу виграти два Кубки Англії серед аматорів. Але через три роки «Мідлсбро» відмовився від професійного статусу. Остаточну прописку в другій англійський дивізіон клуб придбав лише в 1899 році, а через два роки пробився у вищу лігу.

### ХХ століття

#### Перша частина
На початку XX століття «Мідлсбро» був досить помітним клубом в англійському футболі. 1905 року клуб придбв Альфа Коммона, який перейшов з «Сандерленда» за рекордну для британського футболу суму в тисячу фунтів. Через п'ять років «Боро» виявилися залучений в скандал пов'язаний з підставними іграми. Стало відомо, що менеджер клубу Енді Вокер пропонував футболістам з «Сандерленда» по два фунти за здачу матчу. Хоча гравці відмовилися від хабаря, «Мідлсбро» все одно виграв, а Вокер був довічно дискваліфікований лігою. У сезоні 1913–1914 років клуб став третім у вищому дивізіоні, що стало рекордом. Після Першої світової війни клуб втратив більше половини свого складу. Багато гравців загинули в бою, інші вирішили завершити кар'єру. Це призвело до вильоту «Мідлсбро» з вищої ліги. Довгий час клуб ходив між дивізіонами залишаючись внизу турнірної таблиці. Тільки до початку 40-х років з'явився прогрес. У сезоні 1939–1940 років клуб був претендентом на чемпіонство у вищій лізі, але війна знову завадила війна.

#### Друга частина

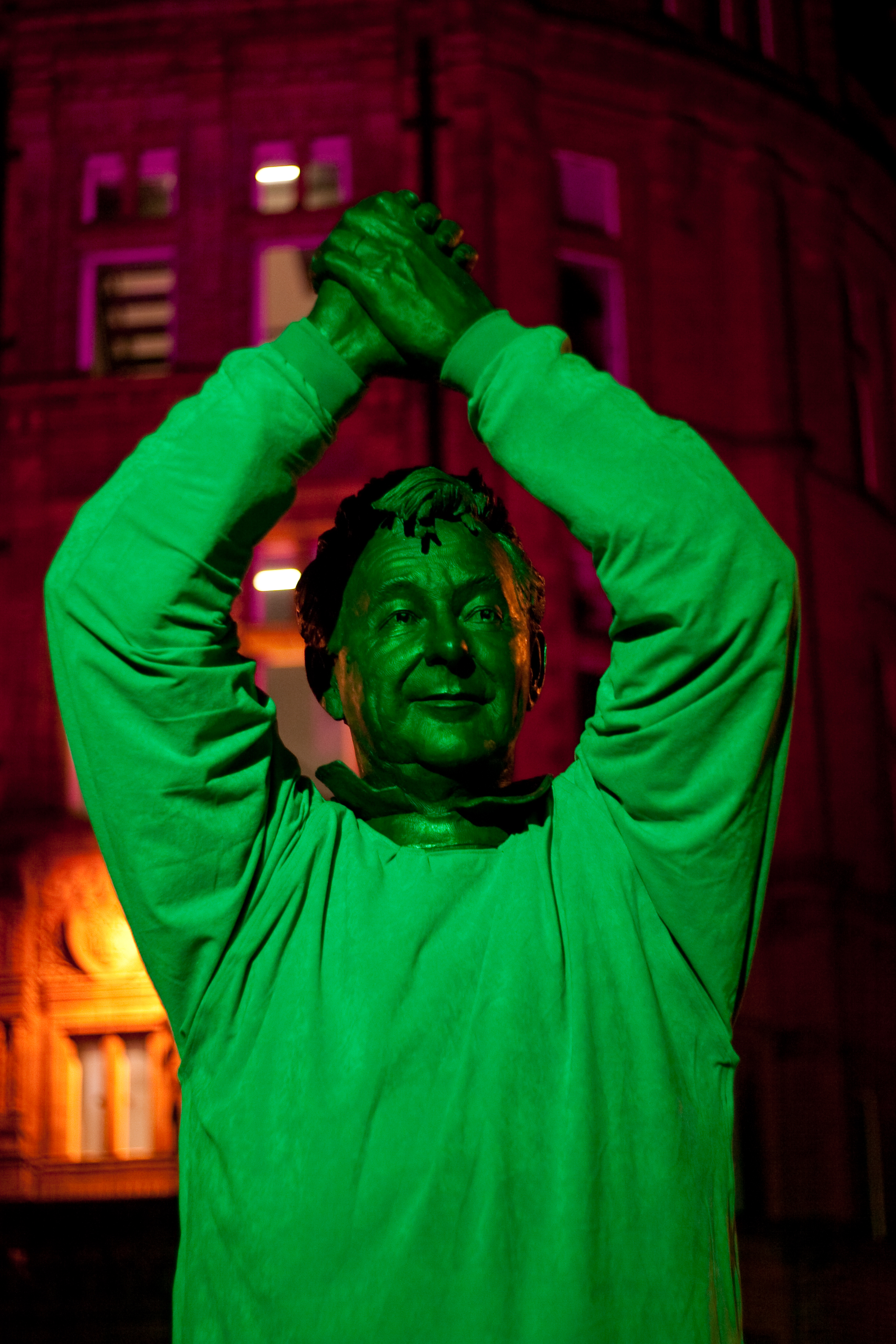
Пам'ятник Браяну Клафу в Ноттінгемі.

У повоєнний час у клубу почалася чорна смуга. З 1954 року «Мідлсбро» на двадцять років покинув вищу лігу. Навіть талант нападаючого Брайана Клафа не міг допомогти «Боро» повернутися в еліту. 1966 року клуб взагалі вилетів в третій ешелон англійського футболу. З приходом в клуб Стена Андерсона і Джека Чарльтона у команди намітився прогрес. «Мідлсбро» повернувся в еліту, а в сезоні 1975-76 років завоював свій перший трофей в професійному футболі, Англо-Шотландський Кубок. Хоча незабаром «Мідлсбро» знову опинився в третьому дивізіоні. Слідом за цим у середині 80-х команді почала заважати фінансова криза, яка змусила керівництво клубу брати борг у федерації. 1986 року «Мідлсбро» взагалі міг позбутися професійної ліцензії, однак клуб зміг знайти гроші і впорався зі своїми труднощами. Перед початком сезону 1986-87 за пропозицією директора клубу Стіва Гібсона було проведено ребрендинг. Офіційна назва клубу змінилося на «Middlesbrough Football and Athletic Club (1986) Ltd», також була видозмінена емблема клубу, яка повинна була відображати нову епоху в історії «Мідлсбро». Підсумками переродження команди стали повернення в еліту, відкриття нового стадіону Ріверсайд, а в 1992 році клуб став співзасновником Прем'єр-ліги.

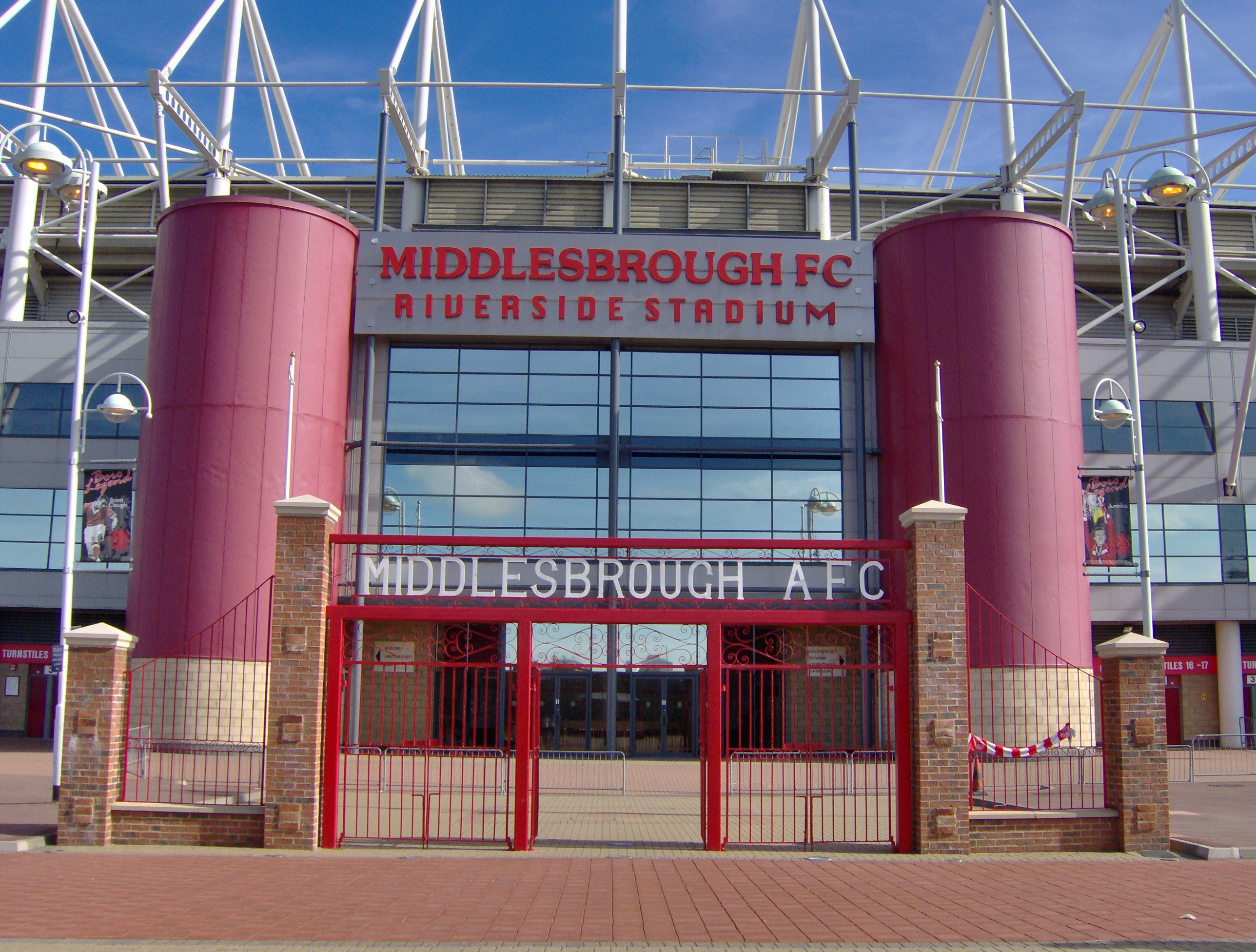
Стадіон «Ріверсайд»

З появою в клубі в 1996 році декількох відомих футболістів, включаючи італійця Фабріціо Раванеллі і талановитого бразильця Жуніньо, а також граючого тренера Браяна Робсона, майбутнє бачилося світлим для «Мідлсбро». Але, в сезоні 1995-96 років «Боро» опинилися в зоні вильоту, втративши через це ключових гравців. Це сталося в результаті зняття трьох очок за неявку на матч з «Блекберн Роверс». У тому ж сезоні команда дісталася до фіналів Кубка ліги і Кубка Англії, хоча програла в обох. Відпрацювавши в клубі сім років Робсон покинув «Мідлсбро», передавши керівництво Стіву Макларену, який до цього був другим тренером в «Манчестер Юнайтед».

### Наш час

#### КерівництвоМакларена

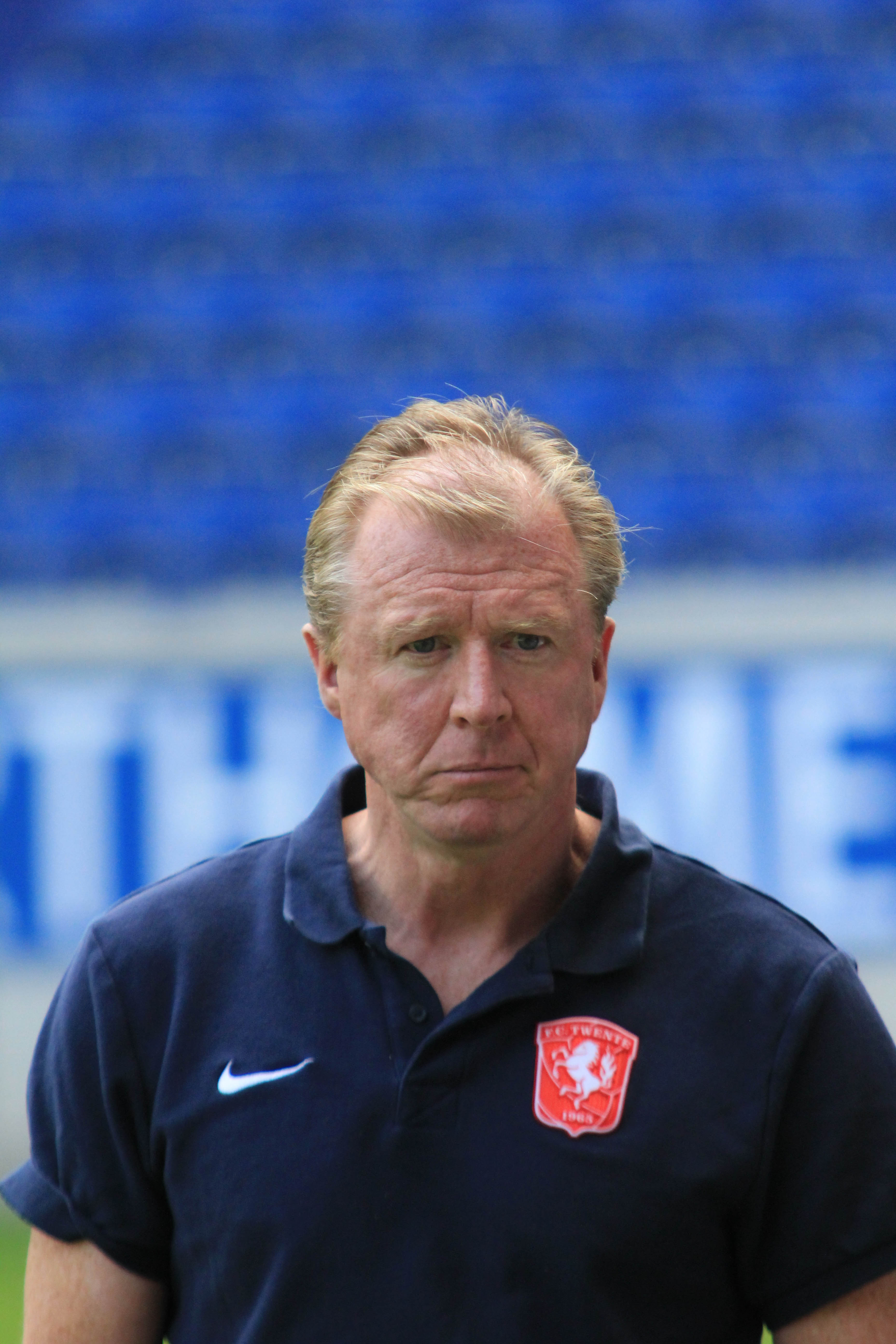
Стів Макларен

Під новим керівництвом «Боро» став досягати помітних успіхів. У сезоні 2003—2004 клуб виграв Кубка ліги і дебютував в єврокубках. 2006 року «Мідлсбро» дійшов до фіналу Кубка УЄФА, в якому програв іспанській «Севільї» з рахунком 0:4. Макларен активно залучав до гри в основі вихованців футбольної академії «Мідлсбро», яка вважається однією з найкращих в Англії. Але після програного фіналу єврокубка Макларена чекало підвищення до збірної Англії.

#### 2006—2010
Незважаючи на ці досягнення, в середовищі уболівальників зростало невдоволення прийнятою 20 років тому новою емблемою. Число 1986 року було причиною непорозумінь при виступах в Кубку УЄФА, де багато команд і вболівальники сприймали «Мідлсбро» як молодий, недавно створений клуб. Пізніше Стів Гібсон визнавав, що назва «Middlesbrough Football Club» 1986 була не більше ніж маскування і навіть зраджувала стару історію команди, оскільки «Боро» був один з перших клубів англійської асоціації. У підсумку, в 2007 році, під тиском громадськості було вирішено повернутися до традиційнішого варіанту.
У 2006 році на посаду головного тренера було запрошено колишнього капітана команди Гарета Саутгейта. Під його керівництвом клуб займав невисокі позиції — 12-е місце в сезоні 2006-07, 13-е в 2007-08, а в сезоні 2008-09 «Боро» і зовсім попрощався з елітою, фінішувавши на 19-му місці.

#### Часи в другому дивізіоні
Сезон 2009-10 команда почала успішно і впевнено йшла в групі лідерів, проте в жовтні Саутгейта несподівано відправили у відставку, а його місце зайняв шотландський фахівець Гордон Стракан, який до цього керував «Селтіком». У зимове трансферне вікно Стракан привернув до лав «Мідлсбро» відразу п'ятьох гравців зі своєї колишньої команди — Баррі Робсона, Скотта Макдональда, Стівена Макмануса, Вілло Флада і Кріса Кіллена. Однак це не допомогло, і за підсумками сезону 2009-10 «Мідлсбро» фінішував лише на 11-му місці.
У сезоні 2010-11 перед Страканом була поставлена задача виходу в Прем'єру-Лігу. Однак у жовтні 2010 року «Мідлсбро» виявився поблизу зони вильоту, демонструючи невиразну гру. Терпіння президента клубу Стіва Гібсона вичерпалося і незабаром шотландського тренера звільнили. 26 жовтня 2010 новим головним тренером став колишній футболіст і легенда «Мідлсбро» — Тоні Моубрей. Йому поступово вдалося налагодити гру і підняти команду в середину турнірної таблиці. Клуб видав потужну кінцівку чемпіонату, зазнавши в останніх 12 матчах лише 1 поразку, завершили сезон 2010-11 на 12-й позиції.

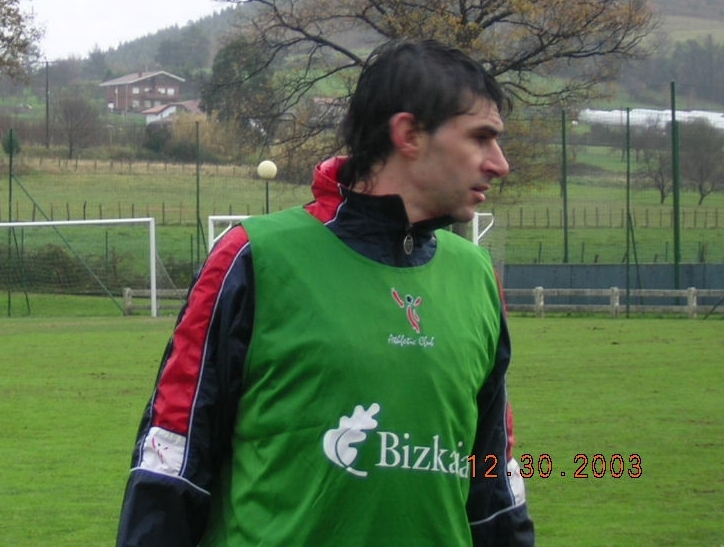
Айтор Каранка

Сезон 2011-12 став найуспішнішим для «Мідлсбро» після вильоту в Чемпіонат Футбольної ліги. Довгий час команда йшла в групі лідерів і претендувала на підвищення в класі, але 8-матчева безвиграшна серія в кінці чемпіонату не дозволила здійснитися цим планам. У підсумку клуб закінчив сезон на 7-му місці, зупинившись за крок від зони плей-офф. У сезоні 2012-13 ситуація повторилася. Почавши календарний рік на другому місці, команда набрала в другій половині чемпіонату лише 12 очок і спустилася на 16-ю позицію.
Після того, як в стартових 12 турах Чемпіоншипа 2013-14 було здобуто лише 2 перемоги, Тоні Моубрея відправили у відставку. На посту головного тренера його змінив іспанський фахівець Айтор Каранка, який раніше працював помічником головного тренера мадридського «Реалу». Він поліпшив результати команди, і за підсумками сезону вона посіла 12-е місце. Наступний сезон команда провела значно краще і фінішувала на 4-му місці в чемпіонаті, але програла у фіналі плей-офф за вихід до еліти «Норвіч Сіті» з рахунком 0:2.
У сезоні 2015/16 команда почала підтверджувати свої чемпіонські амбіції і до кінця першої частини чемпіонату впевнено йшли на першій сходинці в турнірній таблиці, показавши в тому числі рекордну 9-матчеву серію без пропущених м'ячів. У січні й лютому в грі «Мідлсбро» був помітний спад, а в березні 2016 року після двох поспіль поразок від аутсайдерів чемпіонату — «Ротерем Юнайтед» і «Чарльтон Атлетик» в команді стався конфлікт між гравцями і головним тренером, внаслідок чого Айтор Каранка за власним бажанням був тимчасово відсторонений від управління командою. Проте, власнику клубу Стіву Гібсону вдалося вирішити конфліктну ситуацію і незабаром тренер повернувся до своєї роботи.

#### Повернення в Прем'єр-Лігу
Це пішло на користь команді, яка видала 6-матчеву переможну серію і повернулася в боротьбу за пряму путівку до елітного дивізіону. 7 травня 2016 року в заключному, 46-му турі чемпіонату проти «Брайтон енд Гоув Альбіон» «Мідлсбро» домігся необхідного нічийного результату і з другого місця оформив вихід в Прем'єр-Лігу.
Перед початком чемпіонату клуб підсилився іспанцями Альваро Негредо й Віктором Вальдесом.

## Досягнення
- Чемпіонат Англії (Другий Дивізіон): 4
  - 1927, 1929, 1974, 1995

- Кубок Футбольної Ліги: 1
  - 2004

- Кубок Англії: 1
  - 1997 (фіналіст)

- Кубок УЄФА: 1
  - 2006 (фіналіст)

## Відомі футболісти

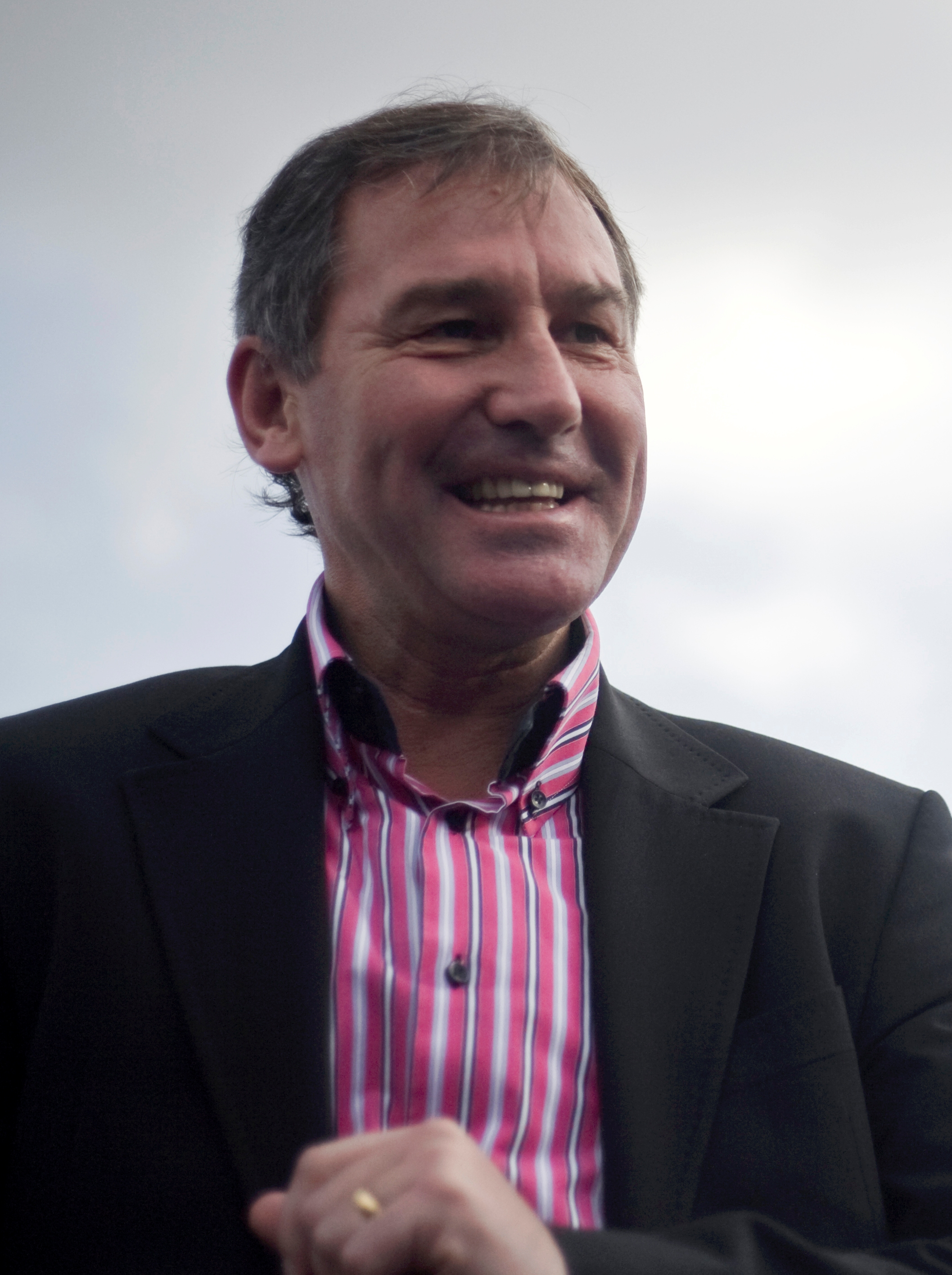
Браян Робсон

- Альф Коммон
- Браян Клаф
- Стен Андерсон
- Джек Чарльтон
- Гарет Саутгейт
- Браян Робсон
- Фабріціо Раванеллі
- Жунінью Пауліста
- Альваро Негредо
- Віктор Вальдес